# 64 (tal)
64 er et lige heltal og det naturlige tal, som kommer efter 63 og efterfølges af 65.

## I matematik
- En potens af 2 (26 = 2 × 2 × 2 × 2 × 2 × 2).
- Et kvadrattal (8*8) og et kubiktal (4*4*4)
- Det mindste tal med præcis 7 divisorer.
- Tallet 264-1 blev faktoriseret af Landry i 1880.
- {\displaystyle {6 \choose 4}} = 15, hvor 1 + 5 = 6 og 5 – 1 = 4.

## Andet
- 64 er atomnummeret på grundstoffet Gadolinium.
- I skak er der 64 felter.
- T-64 er en sovjetisk kampvogn.
- 64 er den internationale telefonkode for New Zealand.
- Nintendo 64 er en kendt spillekonsol som danske børn spillede meget på sidst i 1990'erne. Deres forældre må forventes at kende Commodore 64 fra deres barndom og ungdom i 1980'erne.
- I Java fylder den primitive type long 64 bit (8 byte) i hukommelsen.

- Wikimedia Commons har flere filer relateret til 64 (tal)

| Matematik | Spire Denne artikel om matematik er en spire som bør udbygges. Du er velkommen til at hjælpe Wikipedia ved at udvide den. |